# Capichabesia
Capichabesia is een geslacht van hooiwagens uit de familie Gonyleptidae.
De wetenschappelijke naam Capichabesia is voor het eerst geldig gepubliceerd door B. Soares in 1944. 

## Soorten
Capichabesia is monotypisch en omvat slechts de volgende soort:
- Capichabesia rarissima